# Coptopteryx spinosa
Coptopteryx spinosa är en bönsyrseart som beskrevs av Giglio-tos 1915. Coptopteryx spinosa ingår i släktet Coptopteryx och familjen Mantidae. Inga underarter finns listade i Catalogue of Life.